# City Streets
City Streets és una pel·lícula estatunidenca dirigida per Rouben Mamoulian, estrenada el 1931, produïda a partir d'una història original de Dashiel Hammet.

## Argument
El jovial però inquietant sogre de Nan, Pop Cooley, forma part de la banda de la cervesa dirigida per Big Fellow Maskal. Nan està enamorada de Kid, un modest empleat d'una galeria de tir. Voldria convèncer-lo d'entrar a la banda. S'hi nega. Big Fellow intenta en va seduir la companya d'un dels seus lloctinents, Blackie. Troba més expeditiu de suprimir Blackie i en confia la cura a Pop Cooley. Les sospites de complicitat recauen sobre Nan, que és condemnat a una pena de presó. Cooley persuadeix Kid que podrà finançar les despeses d'advocat de Nan si accepta posar les seves habilitats de tirador al servei de la banda. Kid agafa gust a les seves noves funcions...

## Repartiment
- Gary Cooper: Kid
- Sylvia Sidney: Nan Cooley
- William 'Stage' Boyd: McCoy
- Wynne Gibson: Agnes
- Guy Kibbee: Pop Cooley
- Stanley Fields: Blackie
- Betty Sinclair: Pansy
- Robert Homans: L'inspector de policia
- Barbara Leonard: Esther March

I, entre els petits papers que no surten als crèdits:
- Bill Elliott: un client del club
- Edward J. Le Saint: un client de l'estand de tir
- Terry Carroll: una presonera de la presó
- Bert Hanlon: Baldy
- Willard Robertson: un detectiu